# Ragin
Ragin (Рагин) è un film del 2004 diretto da Kirill Serebrennikov.

## Trama
Il film è ambientato in una piccola città di provincia della Russia all'inizio del XX secolo. Il film racconta di un medico anziano e solitario in un ospedale della contea, che improvvisamente trova un rapporto che mostra un metodo per curare la psicosi e il medico decide di applicare questo metodo ai suoi pazienti.